# Charlottenborg

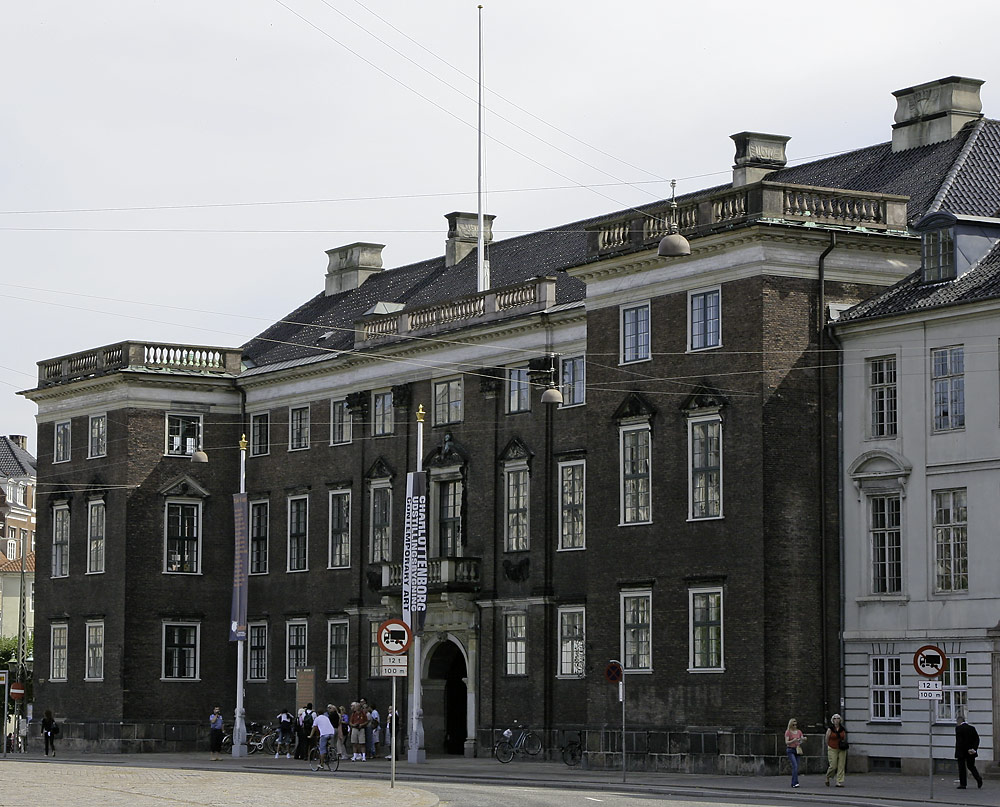
Charlottenborg vu de la place de Kongens Nytorv

Le palais de Charlottenborg est un ancien palais urbain et ancienne résidence royale situé à Copenhague au Danemark qui abrite aujourd'hui différentes institutions nationales à caractère artistique ainsi qu'un centre d'expositions.
Ces institutions sont entre autres l'Académie royale danoise des beaux-arts (Det Kongelige Danske Kunstakademi) et la Bibliothèque royale danoise des beaux-arts.
Charlottenborg se situe à Copenhague sur la place Royale (Kongens Nytorv) et sa partie la plus ancienne date de 1672. Le palais fut construit pour Ulrik Frederik Gyldenløve et il reste comme l'un des plus anciens grands bâtiment construits sur cette place.